# Шадаров Озен Шездуйович
Озен Шездуйович Шадаров (1909, улус Отонхой Іркутської губернії, тепер Ехірит-Булагатського району, Усть-Ординський Бурятський автономний округ, Іркутська область, Російська Федерація — ?, тепер Бурятія, Російська Федерація) — радянський державний діяч, 1-й секретар Мухоршибірського районного комітету КПРС Бурят-Монгольської (Бурятської) АРСР. Депутат Верховної ради СРСР 4-го скликання.

## Життєпис
Народився в родині селянина-середняка. У 1933 році закінчив педагогічний інститут.
З 1933 року — вчитель, директор семирічної школи, директор вчительського інституту Бурят-Монгольської АРСР.
Член ВКП(б) з 1939 року.
До 1942 року — народний комісар освіти Бурят-Монгольської АРСР.
З 1942 року — начальник політичного відділу Цолгінської машинно-тракторної станції Мухоршибірського аймаку Бурят-Монгольської АРСР.
До 1947 року — міністр освіти Бурят-Монгольської АРСР.
У 1947—1953 роках — голова виконавчого комітету Мухоршибірської аймачної (районної) ради депутатів трудящих Бурят-Монгольської АРСР.
З жовтня 1953 року — 1-й секретар Мухоршибірського районного комітету КПРС Бурят-Монгольської (Бурятської) АРСР.
Подальша доля невідома.

## Нагороди і звання
- два ордени «Знак Пошани» (1945, 1948)
- медалі